# Amitraz
Amitraz ist ein Arzneistoff aus der Gruppe der Amidine und wird in der Tiermedizin als Mittel gegen Ektoparasiten wie Milben und Insekten eingesetzt. Die Substanz wird auch als insektizider Wirkstoff in Pflanzenschutzmitteln eingesetzt.

## Synthese
Zur Synthese von Amitraz stehen zwei Routen zur Verfügung.
Pfad 1:
2,4-Xylidin + Orthoameisensäuretriethylester + Methylamin

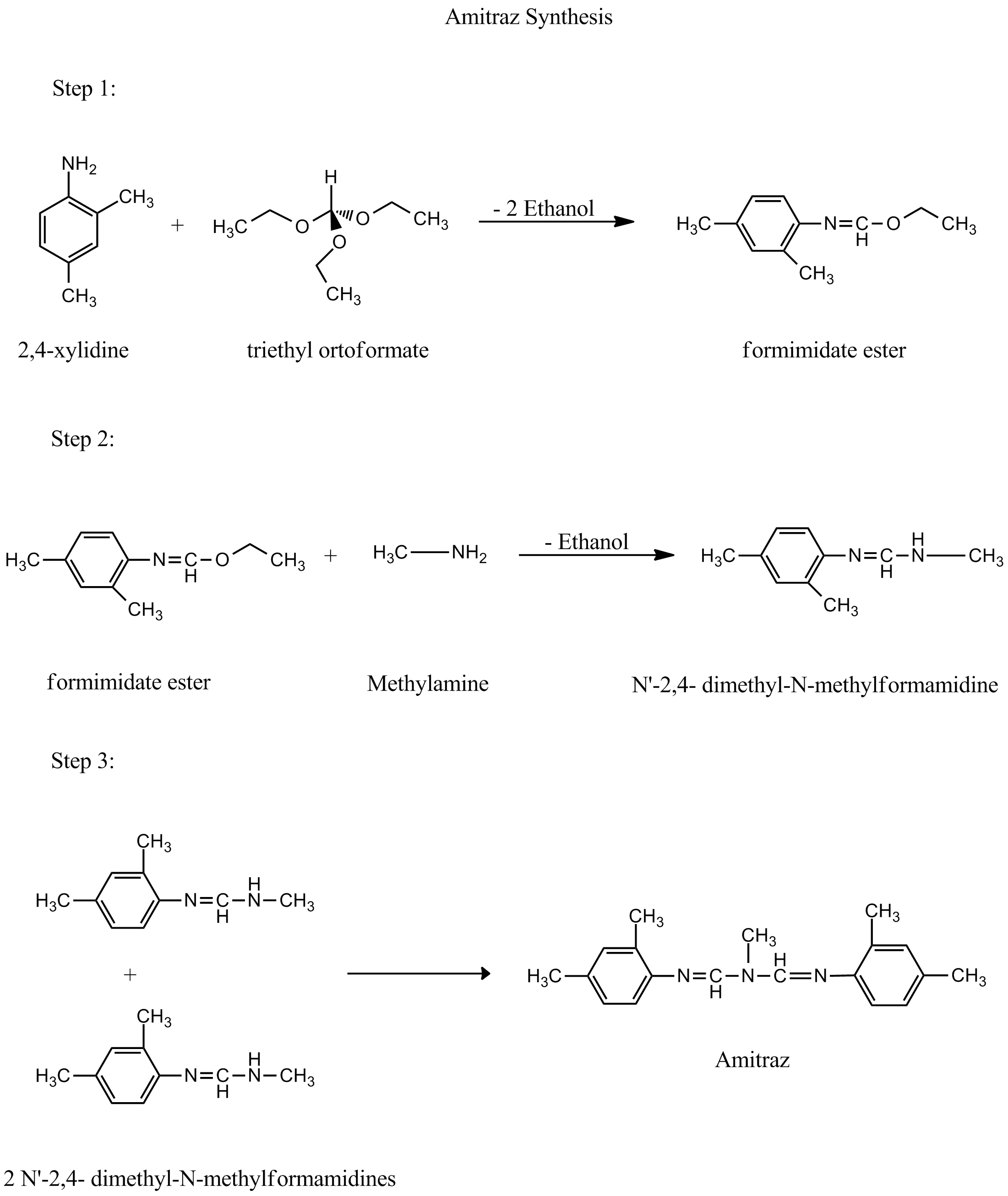
Amitraz-Synthese 1

Der erste Schritt auf diesem Reaktionspfad ist die Reaktion des Anilinderivats 2,4-Xylidin mit Orthoameisensäuretriethylester. Im nächsten Schritt wird Methylamin addiert, wobei Ethanol frei wird.
Zum Schluss reagieren zwei Moleküle N-2,4-Dimethyl-N-methylformamidin miteinander unter Abspaltung von Methylamin zu Amitraz.
Pfad 2: N-Methylformamid + 2,4-Xylidin:

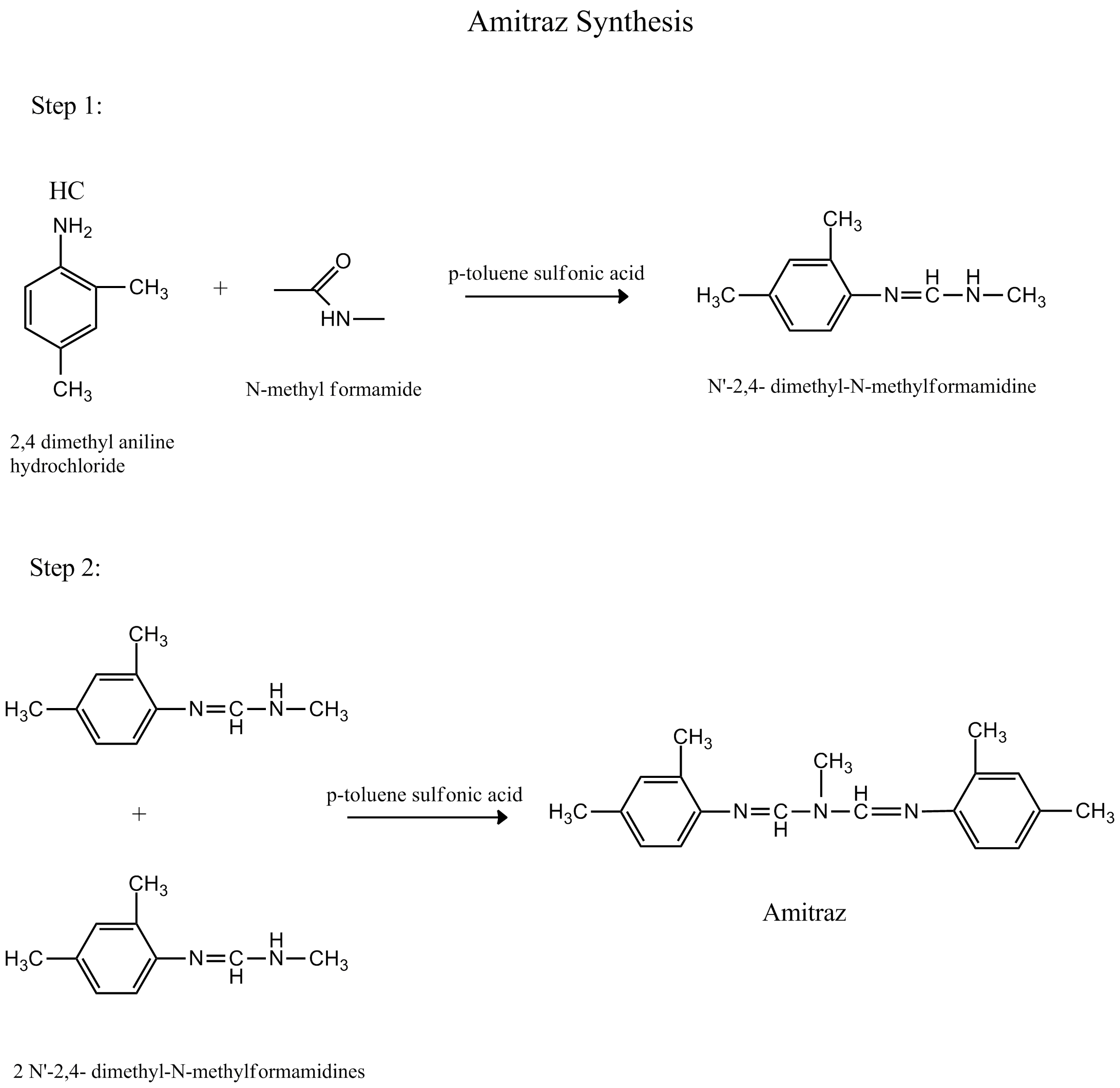
Amitraz-Synthese 2

Der erste Schritt ist die Umsetzung von N-Methylformamid mit 2,4-Dimethylanilin. Die Reaktion wird durch Carbonsäurehalogenide oder p-Toluolsulfonsäurechlorid katalysiert. Im zweiten Schritt kondensieren zwei Moleküle des gleichen Zwischenprodukts wie bei 1 unter Abspaltung von Methylamin zu Amitraz.

## Analytik
Für die zuverlässige qualitative und quantitative Bestimmung von Amitraz kommen Kopplungsverfahren der Gaschromatographie und HPLC mit der Massenspektrometrie zum Einsatz. Einige Untersuchungsgüter,  wie z. B. Urin, Früchte oder Honig machen spezielle Methoden der Probenvorbereitung erforderlich.

## Wirkung
Amitraz ist ein Antagonist der Rezeptoren für Octopamin im Gehirn der Parasiten. Der Wirkstoff ruft eine Übererregbarkeit und damit schließlich eine Lähmung und den Tod der Parasiten hervor.
Bei Säugetieren wird es nur zu einem geringen Teil (10 Prozent) über die Haut resorbiert. Intravenös appliziertes Amitraz wird in der Leber schnell abgebaut und über die Niere ausgeschieden.

## Anwendung

### Tiermedizin
Amitraz kann bei vielen Haus- und Heimtieren in Form einer Bade- oder Waschlösung gegen Milben, Zecken oder Tierläuse eingesetzt werden. Gegen Flöhe ist die Wirksamkeit nur mittelmäßig. Pferde, Katzen und Nagetiere sind gegenüber Amitraz besonders empfindlich, so dass eine Anwendung bei diesen Tieren nicht empfohlen wird.
Momentan ist in Deutschland jedoch Amitraz nur noch für Haushunde sowie zur Behandlung der Varroose bei Honigbienen (Apis mellifera) zugelassen. Bei der Demodikose war es viele Jahre das Mittel der Wahl. Chihuahuas, trächtige oder säugende Hündinnen sowie Welpen dürfen jedoch nicht mit Amitraz behandelt werden.
Bei äußerlicher Anwendung ist Amitraz gut verträglich. Die Nebenwirkungen resultieren aus einer agonistischen Wirkung am α2-Adrenozeptor und reichen von Inappetenz, Erbrechen, Blutdruckabfall und verlangsamter Herzfrequenz bis zu Depression. Als Antidot können Atipamezol oder Yohimbin eingesetzt werden.

### Pflanzenschutz
In der Schweiz waren Pflanzenschutzmittel erhältlich, die Amitraz als akariziden Wirkstoff enthielten. Sie konnten gegen Birnenblattsauger und Spinnmilben bei Kernobst eingesetzt werden. Im Erwerbsgartenbau durften sie gegen Spinnmilben und Rote Spinnen an Schnittblumen, Stauden und Topfpflanzen verwendet werden. Amitraz ist bienengefährlich und durfte daher nicht bei blühenden Pflanzen angewendet werden.
Heute sind in den EU-Staaten einschließlich Deutschland und Österreich sowie in der Schweiz keine Pflanzenschutzmittel mit Amitraz mehr zugelassen.

## Handelsnamen
In der Tiermedizin ist Amitraz in Deutschland als Monopräparat zur Behandlung von Bienenstöcken (Handelsname Apivar, bzw. Apitraz) gegen Varroamilben zugelassen. Das Präparat zur Waschbehandlung von Hunden (Ectodex) ist zwar verkehrsfähig, aber nicht mehr im Handel. Bis 31. August 2010 war auch ein Ungezieferhalsband auf der Basis des Wirkstoffs zugelassen. Darüber hinaus existiert ein Kombinationspräparat mit Fipronil und Methopren (Certifect). Die Kombination mit Metaflumizon (ProMeris Duo) ist zwar verkehrsfähig, aber nicht mehr im Handel (Stand 11. Dezember 2017).